# Poliśke (obwód wołyński)
Poliśke (ukr. Поліське) – wieś na Ukrainie, w obwodzie wołyńskim, w rejonie kowelskim. W 2001 roku liczyła 459 mieszkańców. 
Do 1964 roku miejscowość nosiła nazwę Piaseczno (ukr. Пісочне, Pisoczne). 
Do 2020 w rejonie starowyżewskim. 